# Saint-Germain-du-Teil (kanton)

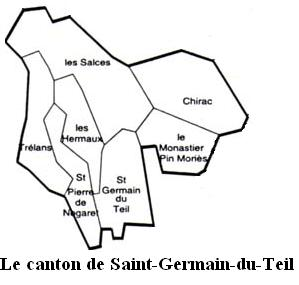
A kanton községei

Saint-Germain-du-Teil kanton (franciául Canton de Saint-Germain-du-Teil) Lozère megye Mende-i kerületének egyik kantonja; a megye nyugati részén fekszik, központja Saint-Germain-du-Teil.
Területe 178,83 km², 1999-ben 2996 lakosa volt, népsűrűsége 17 fő/km². 7 község tartozik hozzá.
A kanton területének 25,1%-át (44,87 km²) erdő borítja.

## Községek
| Község neve                  | Terület (km²) | Népesség (1999, fő) | Népsűrűség (1999, fő/km²) |
| ---------------------------- | ------------- | ------------------- | ------------------------- |
| Chirac                       | 33,79         | 1006                | 30                        |
| Les Hermaux                  | 17,59         | 111                 | 6,3                       |
| Le Monastier-Pin-Moriès      | 19,30         | 723                 | 37                        |
| Saint-Germain-du-Teil        | 22,58         | 803                 | 36                        |
| Saint-Pierre-de-Nogaret      | 16,44         | 158                 | 9,6                       |
| Les Salces                   | 45,78         | 82                  | 1,8                       |
| Trélans                      | 23,55         | 113                 | 4,8                       |
| Saint-Germain-du-Teil kanton | 178,83        | 2996                | 17                        |

## Népesség
| Év   | Lakosság |
| ---- | -------- |
| 1962 | 2916     |
| 1968 | 3045     |
| 1975 | 2750     |
| 1982 | 2969     |
| 1990 | 3097     |
| 1999 | 2996     |